# Dysplasie septo-optique
 Mise en garde médicale
La dysplasie septo-optique ou DSO (en anglais septo-optic dysplasia ou SOD), ou syndrome de Morsier, est un syndrome malformatif congénital du cerveau par défaut de développement de la ligne médiane, qui comprend une hypoplasie des nerfs optiques, une hypoplasie de l'hypophyse et une agénésie du septum pellucidum, avec ou sans agénésie du corps calleux. Un hypopituitarisme est parfois associé à cette malformation qui prend alors le nom de dysplasie septo-optique avec insuffisance d’hormone de croissance. Lorsque l’anomalie atteint le cortex, on parle de DSO plus.
Sur le plan neuroradiologique, les malformations intracrâniennes associées au syndrome peuvent inclure, outre l'agénésie du septum, une schizencéphalie et une holoprosencéphalie lobaire.

## Incidence
Ce syndrome atteint 1 enfant sur 10 000.

## Causes
- Exposition au valproate de sodium
- Mutation du gène HESX1 du chromosome 3 locus p21.2-p21.1
- Dans la majorité des cas : aucune cause n’est retrouvée.

## Description clinique
Les enfants atteints présentent, à des degrés variables, au moins deux des trois troubles suivants :
- déficit visuel,
- retard de croissance,
- handicap mental avec ou sans crise convulsive, surtout en cas de DSO plus.

## Diagnostic anténatal
Le diagnostic est parfois suspecté par échographie anténatale. L’imagerie à résonance magnétique fœtale signe le diagnostic.